# Gnome et Rhône V2
Pour les articles homonymes, voir V2.
La Gnome et Rhône V2 est une moto du constructeur français Gnome et Rhône produite de 1930 à 1938, souvent comme side-car.

## Technologie

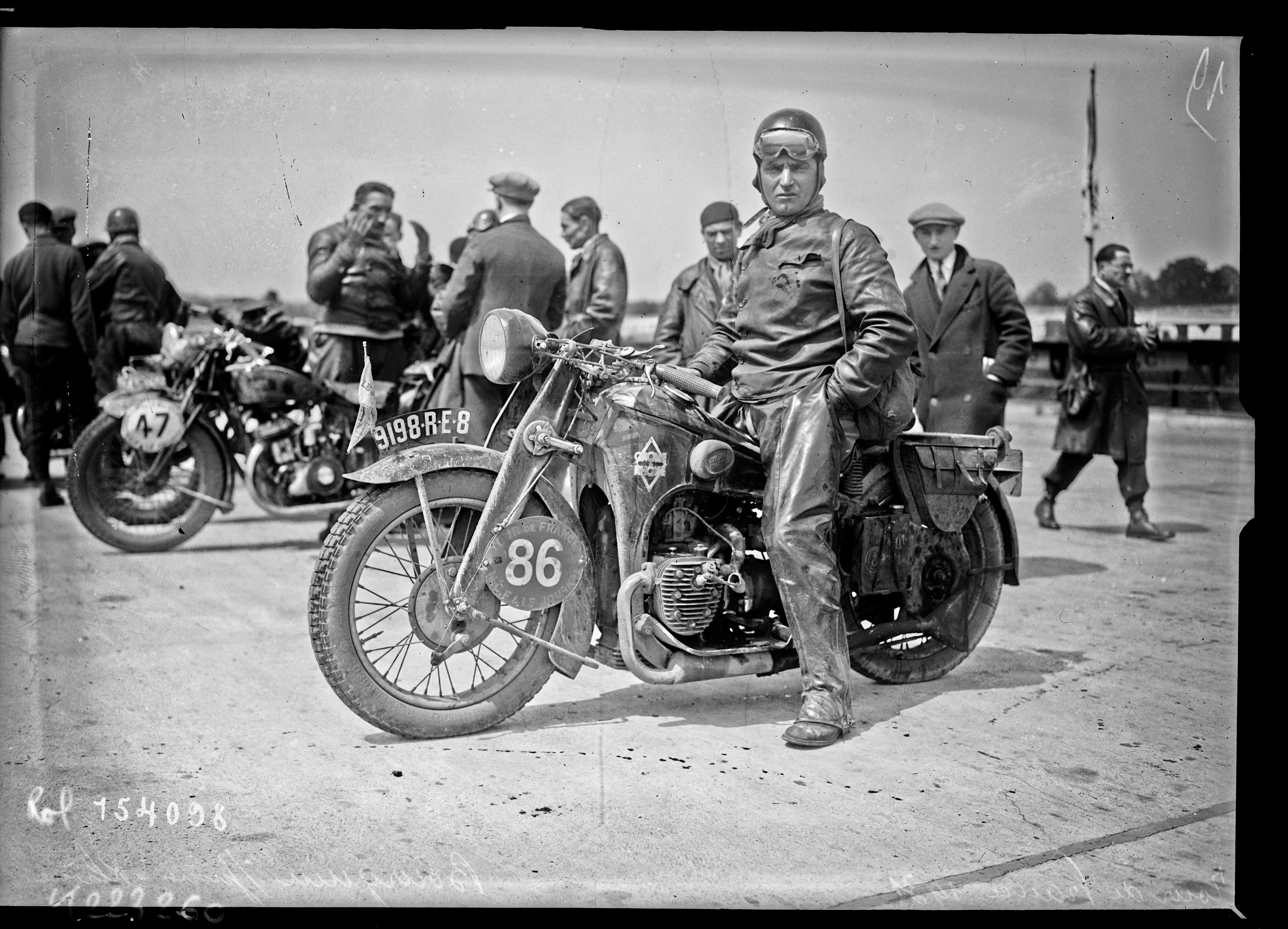
Gnome et Rhône V2 lors du Tour de France motocycliste 1931.

Le modèle V2 marque un retour du constructeur au moteur bicylindre (d'où le nom V2). C'est également la première moto Gnome et Rhône à cadre en tôle, assemblés par rivets et soudures.
Le moteur quatre temps a deux cylindres à plat de 68 × 68 mm. La V2 atteint, sans side-car, 110 km/h.
Présentée aux Mines le 11 juillet 1930, la V2 est produite de 1930 à 1938.